# Фицуолтер, Хамфри, 6-й барон Фицуолтер
Хамфри Фицуолтер (англ. Humphrey FitzWalter; 18 октября 1398 — 1 сентября 1415) — английский аристократ, 6-й барон Фицуолтер с 1406 года. Сын Уолтера Фицуолтера, 5-го барона Фицуолтера, и Джоан Деверё. После смерти отца унаследовал семейные владения (главным образом в Эссексе) и баронский титул. Умер в неполные 17 лет, не успев жениться, так что его наследником стал младший брат Уолтер.